# Challenger de Liberec 2015
El torneo Svijany Open 2015 es un torneo profesional de tenis. Pertenece al ATP Challenger Series 2015. Se disputará su 3ª edición sobre superficie tierra batida, en Liberec, República Checa entre el 3 al el 9 de agosto de 2015.

## Jugadores participantes del cuadro de individuales
| Favorito | País                       | Jugador                 | Rank1 | Posición en el torneo |
| -------- | -------------------------- | ----------------------- | ----- | --------------------- |
| 1        | Bandera de Bélgica         | Steve Darcis            | 64    | Primera ronda         |
| 2        | Bandera de Kazajistán      | Aleksandr Nedovyesov    | 92    | Primera ronda         |
| 3        | Bandera de Moldavia        | Radu Albot              | 100   | Semifinales           |
| 4        | Bandera de Bélgica         | Kimmer Coppejans        | 104   | Segunda ronda         |
| 5        | Bandera de España          | Íñigo Cervantes         | 124   | Cuartos de final      |
| 6        | Bandera de Argentina       | Horacio Zeballos        | 146   | Semifinales           |
| 7        | Bandera de República Checa | Adam Pavlásek           | 154   | Cuartos de final      |
| 8        | Bandera de Chile           | Hans Podlipnik-Castillo | 167   | Cuartos de final      |

- 1 Se ha tomado en cuenta el ranking del 27 de julio de 2015.

### Otros participantes
Los siguientes jugadores recibieron una invitación (wild card), por lo tanto ingresan directamente al cuadro principal (WC):
- Václav Šafránek
- Roman Jebavý
- Robin Staněk

Los siguientes jugadores ingresan al cuadro principal tras disputar el cuadro clasificatorio (Q):
- César Ramírez
- Mate Delić
- Juan Ignacio Londero
- Flavio Cipolla

## Campeones

### Individual Masculino
- Tobias Kamke derrotó en la final a  Andrej Martin, 7–6(8–6), 6–4

### Dobles Masculino
- Andrej Martin /  Hans Podlipnik-Castillo derrotaron en la final a  Wesley Koolhof /  Matwé Middelkoop, 7–5, 6–7(3–7), [10–5]